# Les Cinglés de l'informatique

Les Cinglés de l'informatique (Triumph of the Nerds) est un documentaire américano-britannique produit par John Gau Productions et Oregon Public Broadcasting (en) pour Channel 4 et PBS.
Le documentaire raconte le développement de l’ordinateur personnel aux États-Unis depuis la Seconde Guerre mondiale jusqu’en 1995. Le titre original Triumph of the Nerds est une référence à la comédie Revenge of the Nerds et au film de propagande allemand The Triumph of the Will (Le Triomphe de la volonté).
Le documentaire fut diffusé en 3 épisodes entre le 14 et le 28 avril 1996 sur Channel 4 et en un seul épisode sur PBS le 16 décembre 1996. Le documentaire fut aussi diffusé en français sur Canal+ en 1997.
Triumph of the Nerds est écrit et présenté par Robert X. Cringely et basé sur son livre Bâtisseurs d'empires par accident (en). Le documentaire est composé de plusieurs interviews de personnalités importantes qui ont contribué au développement de l’ordinateur personnel aux États-Unis, comme Steve Jobs, Steve Wozniak, Bill Gates, Steve Ballmer, Paul Allen, Bill Atkinson, Andy Hertzfeld, Ed Roberts ou Larry Ellison.
En 2012, Robert X. Cringely sort l’interview complète que Steve Jobs avait donné pour Triumph of the Nerds sous le titre Steve Jobs: The Lost Interview (en).

## Intervenants
- Douglas Adams
- Paul Allen
- Bill Atkinson
- Steve Ballmer
- Dan Bricklin
- David Bunnell
- Rod Canion
- Eddy Curry
- Esther Dyson
- Larry Ellison
- Chris Espinosa
- Gordon Eubanks
- Lee Felsenstein
- Bob Frankston
- Bill Gates
- Adele Goldberg
- Andy Hertzfeld
- Steve Jobs
- Gary Kildall
- Roger Melen
- Bob Metcalfe
- Gordon Moore
- Tim Paterson
- Jeff Raikes
- Ed Roberts
- Arthur Rock
- John Sculley
- Charles Simonyi
- Bob Taylor
- Larry Tesler
- John Warnock
- Jim Warren
- Steve Wozniak